# Porphyrosela dismochrysa
Porphyrosela dismochrysa är en fjärilsart som först beskrevs av Oswald Beltram Lower 1897.  Porphyrosela dismochrysa ingår i släktet Porphyrosela och familjen styltmalar. Inga underarter finns listade i Catalogue of Life.